# Ганс-Герт Петтерінг
Ганс-Герт Петтерінг (нім. Hans-Gert Pöttering; нар. 15 вересня 1945, Берзенбрюк, Нижня Саксонія) — німецький політик, член Християнсько-демократичного союзу. Депутат Європейського парламенту з 1979 року, найдовше серед усіх депутатів. В 1999—2007 роках очолював в Європарламенті найбільшу фракцію — Європейської народної партії-Європейських демократів. Президент Європейського парламенту з січня 2007 по липень 2009 року. 4 грудня 2009 обраний головою Фонду Конрада Аденауера.

## Біографія
Батько Петтерінга був солдатом і загинув під час Другої світової війни. Ганс-Герт виріс у Берзенбрюке. В 1966 році він закінчив гімназію, потім 2 роки відбував військову службу. Після цього він вивчав право, політику та історію в Боннському та Женевському університеті, потім продовжує навчання у Женевському інституті міжнародних відносин та розвитку та Колумбійському університеті. В 1974 році отримує ступінь PhD з політичних наук та історії. В 1976 році йде на посаду молодшого наукового співробітника. З 1989 року викладає в Оснабрюцькому університеті. В 1995 році його обирають почесним професором університету Оснабрюка.

## Політична діяльність
З 1974 — по 1980 рік був представником молодіжного відділення ХДС. З 1979 року депутат Європарламенту від округів Оснабрюк, Емсланд і Остфрісланд. З 1994 по 1999 роки був заступником голови Європейської народної партії в Європарламенті та заступником голови Європейських демократів. В 1999—2007 роках очолював фракцію Європейської народної партії-Європейських демократів. 16 січня 2007 року Ганс-Герт Петтерінг був обраний Президентом Європейського парламенту, на цій посаді перебував до липня 2009 року. 4 грудня 2009 Ганс-Герт був обраний головою Фонду Конрада Аденауера.